# I Think I'm in Love with You
I Think I'm in Love with You è un singolo della cantante statunitense Jessica Simpson, pubblicato nel 2000 ed estratto dall'album Sweet Kisses.
La canzone contiene un campionamento tratto da Jack & Diane, singolo di John Mellencamp del 1982.

## Tracce
- Maxi CD (USA)

1. I Think I'm in Love with You (radio version) – 3:40
2. I Think I'm in Love with You (Peter Rauhofer Club Mix) – 9:22
3. I Think I'm in Love with You (Peter Rauhofer Dub Mix) – 5:56
4. I Think I'm in Love with You (Lenny B's Club Mix) – 9:41
5. I Think I'm in Love with You (Soda Club Funk Mix) – 7:29

- CD (Europa)

1. I Think I'm in Love with You (album version)
2. I Wanna Love You Forever (Soda Club Radio Mix)
3. Where You Are featuring Nick Lachey (Lenny B's Radio Mix)